# رگسبوشتل
رگسبوشتل (به آلمانی: Regesbostel) یک شهر در آلمان است که در Hollenstedt واقع شده‌است. رگسبوشتل ۱٬۰۶۱ نفر جمعیت دارد.